# Вакцина R21
Первой одобренной вакциной против малярии является RTS,S, известная под торговой маркой Mosquirix. На июнь 2022 года, вакцина была введена 1 миллиону детей, живущих в районах с умеренным или высоким уровнем передачи малярии. Для детей в возрасте 2 лет требуется не менее трёх доз, а четвёртая доза продлевает защиту ещё на 1-2 года. Вакцина снижает количество госпитализаций по поводу тяжёлой малярии примерно на 30 %.
Продолжаются исследования других противомалярийных вакцин. Наиболее эффективной противомалярийной вакциной является вакцина R21/Matrix-M, эффективность которой в начальных испытаниях составила 77 %, а уровень антител значительно выше, чем у вакцины RTS,S. Это первая вакцина, которая соответствует цели Всемирной организации здравоохранения (ВОЗ) по вакцине против малярии с эффективностью не менее 75 %. В апреле 2023 года Управление по санитарному надзору за качеством пищевых продуктов и медикаментов Ганы одобрило использование вакцины R21 для детей в возрасте от пяти месяцев до трёх лет. После решения Ганы Нигерия также предварительно одобрила вакцину R21.